# Anchorius lineatus
Anchorius lineatus är en skalbaggsart som beskrevs av Thomas Casey 1900. Anchorius lineatus ingår i släktet Anchorius och familjen dynsvampbaggar. Inga underarter finns listade i Catalogue of Life.